# Sawar
Pels sawars (cavallers musulmans a l'Índia) vegeu sawars.
Sawar fou un estat tributari protegit, un istimrari feudatari de Jodhpur format per 33 pobles. El fundador fou Thakur Sakat Singh o Shakti Singh, fill de Maharana Udai Singh II de Mewar del clan Sisòdia, subclan Saktawat. El 1877 Madho Singh va obtenir el títol de rajà com a distinció personal.

## Llista de thakurs istimrars
- Thakur Sakat singh
- thakur achal das
- thakur gokul das (fill?)
- thakur sundar das (fill)
- thakur pratap singh (fill)
- thakur raj singh (fill)
- thakur indar singh (fill)
- thakur sakat singh (fill)
- thakur bhup singh (fill)
- thakur udai singh (fill)
- thakur ajit singh (fill)
- thakur jaswant singh (fill)
- raja madho singh (fill)
- thakur ummed singh (fill)
- thakur vansh pradip singh (Banspradip Singh) ?-1947
- Rani Bagheliji 1947-1948
- Thakur (Kunwar) Brij Raj Singh 1948, pretendent 1948-1954
- Court of Wards 1948-1951, per decidir l'hereu
- Thakur Khuman Singh 1948-1950 (pretendent afavorit)
- Thakur Laxman Singh 1950-1954 (fill, pretendent afavorit 1950-1951)